# Тост (фільм)
«Тост» (англ. Toast) — фільм британського режисера С. Дж. Кларксона. Базується на однойменному автобіографічному кулінарному романі Найджела Слейтера.

## Сюжет
Кінець п'ятдесятих в Англії. Мати Найджела нормально могла приготувати тільки тост, але від цього не переставала бути його найбільш коханою людиною. Вона рано померла, і хлопчик залишився вдвох з батьком. Той найняв хатню робітницю Джоан Поттер, яка була не проти стати новою дружиною наймача. Найджел всією душею чинив опір цьому союзу. Він застосовує всі свої вроджені кулінарні здібності, щоб засоромити Джоан і вийти на перше місце в очах батька, який вельми цінує смачну і ситну їжу.

## У ролях
- Фредді Гаймор — Найджел Слейтер
- Гелена Бонем Картер — Джоан Поттер
- Кен Стотт — Батько
- Вікторія Гамільтон — Мати
- Оскар Кеннеді — Найджел Слейтер
- Меттью Макналті[en] — Джош
- Бен Олдрідж[en] — Стюарт
- Найджел Слейтер — Шеф

## Знімальна група
- Режисер — С. Дж. Кларксон
- Сценарист — Найджел Слейтер
- Продюсер — Фей Ворд
- Композитор — Рут Барретт
- Оператор — Balazs Bolygo